# Ca l'Hosta
Ca l'Hosta és una casa de la Jonquera (Alt Empordà) inclosa a l'Inventari del Patrimoni Arquitectònic de Catalunya.

## Descripció
Casa de planta rectangular situada al centre del poble que consta de planta baixa, dos pisos i golfes, situada al costat de l'Ajuntament. La coberta és a dues aigües. Totes les finestres del primer i segon pis deixen al descobert l'emmarcament de carreus. El mur de la façana principal està arremolinat i té una decoració policromada de motius romboïdals inscrits en rectangles, pintada sobre l'arrebossat del mur. A la planta baixa, no hi ha arrebossat, sinó que el parament és modern.